# 21663 Банат
21663 Банат (21663 Banat) — астероїд головного поясу.
Тіссеранів параметр щодо Юпітера — 3,202.